# Pogromen i Radziłów
Pogromen i Radziłów utfördes av en antisemitisk polsk folkmassa 7 juli 1941.
I juli 1941 var omkring hälften av befolkningen i den polska staden Radziłów judar, eller närmare bestämt 800 personer. När tyskarna ockuperade byn välkomnade den icke-judiska delen av stadens befolkning dem med öppna armar och visade upp stora plakat på vilka det stod "Länge leve den tyska armén som har befriat oss från det judiska samhällets hemska grepp". När soldaterna hade avancerat vidare startade omedelbart en förföljelse av judarna i staden. När judarna fick order att bära ut alla heliga skrifter och Torah-böcker från synagogan, hade de inget annat val än att lyda. Högen med böckerna dränktes med fotogen och antändes. Medan böckerna brann tvingades de försvarslösa judarna att sjunga och dansa medan de blev hånade, slagna, stuckna och misshandlade så hänsynslöst att många föll ihop blodiga och medvetslösa. De som var kvar i livet föstes ihop i en lada på Pieknogatan och brändes och sköts till döds. Deras hus och affärer plundrades sedan av en uppretad folkmassa. Endast åtta judar överlevde denna massaker. Ansvaret för krigsbrottet har lagts på Gestapo Einsatzkommando SS Zichenau-Schröttersburg under SS-Obersturmführer Hermann Schaper.
Det finns också uppgifter att dessa brott ska tillskrivas den lokala polska befolkningen i Radziłów, grannar till judarna. Emellertid har Hermann Schaper pekats ut på fotografier av två ögonvittnen, Chaja Finkelstein från Radziłów och Izchak Feler från Tykocin.
Pogromen i Radziłów har utretts av Instytut Pamięci Narodowej (Institut för Nationellt Minne) i Polen 
Idag finns ett minnesmärke på platsen som pekar ut tyskarna som gärningsmän och även anger ett senare datum för händelsen. Texten på monumentet lyder i svensk översättning: "I augusti 1941 mördade fascisterna 800 människor av judisk nationalitet av vilka 500 brändes levande i en lada."